# تصوير البطين القلبي
تصوير البطين القلبي (بالإنجليزية: Cardiac ventriculography)‏ هو اختبار طبي يستخدم لتحديد وظيفة القلب في البطين الأيمن أو الأيسر. ويشمل تصوير البطين القلبي حقن وسيط التباين في البطين لقياس حجم الدم الذي يتم ضخه.